# Černý Dub
Černý Dub je vesnice a část obce Homole v okrese České Budějovice v Jihočeském kraji. Nachází se asi 1,5 kilometru jihozápadně od Homole. Prochází tudy železniční trať České Budějovice – Černý Kříž. Černý Dub leží v katastrálním území Homole o výměře 10,95 km².
Černý Dub se dělí na dvě části – starší dolní Černý Dub a novější horní Černý Dub, který začal vznikat až po vybudování železnice v roce 1891, výjimkou je statek čp. 12, který zde stál na samotě již od roku 1850.

## Název
Název vesnice je odvozen z polohy jejího založení v blízkosti tzv. černého dubu. V písemných pramenech se název objevuje ve tvarech: Czrny dub (1387), „w Czerny dubie“ (1544), Czernodub (1622) a Cžernodub (1789). Používal se také lidový tvar Černodub.

## Historie
První písemná zmínka o vesnici pochází z roku 1387. Jiné zdroje uvádí, že ves v roce 1365 patřila vladykům z Chlumu a později Smilovi z Křemže. V letech 1455–1562 patřila Rožmberkům. Kolikrejtarové z Kolikrejktu zde ve druhé polovině 16. století postavili renesanční tvrz a pivovar (na východním a severním průčelí bývalého pivovaru se dochovala sgrafitová výzdoba). Z Černého Dubu pocházela manželka německého básníka Theobalda Höcka – Agnes Kolichreiter von Cernoduben. V roce 1687 další vlastníci prodali Černý Dub městu České Budějovice.

## Obyvatelstvo
| Rok            | 1869 | 1880 | 1890 | 1900 | 1910 | 1921 | 1930 | 1950 | 1961 | 1970 | 1980 | 1991 | 2001 | 2011 | 2021 |
| -------------- | ---- | ---- | ---- | ---- | ---- | ---- | ---- | ---- | ---- | ---- | ---- | ---- | ---- | ---- | ---- |
| Počet obyvatel | 89   | 99   | 102  | 117  | 84   | 104  | 124  | 127  | 177  | 175  | 169  | 141  | 150  | 211  | 250  |
| Počet domů     | 12   | 15   | 15   | 16   | 16   | 17   | 22   | 29   | 29   | 44   | 46   | 50   | 55   | 73   | 102  |

## Obecní správa
V letech 1850–1868 byl Český Dub samostatnou obcí. Od roku 1868 je Černý Dub částí obce Homole; část kolem zastávky však až do 11. června 1960 patřila pod Vrábče.

## Pamětihodnosti
- Bývalý pivovar v Pivovarské ulici 7, kulturní památka České republiky
- Zvonička z roku 2007
- Křížek u křižovatky ulic K Rybníku a Pivovarská
- Kaple v ulici Spojovací naproti hasičské zbrojnici z roku 2018